# جيم كلوف
جيم كلوف (بالإنجليزية: Jim Clough)‏ هو سياسي أسترالي، ولد في 13 يوليو 1916، وتوفي في 20 مايو 2003. انتخب عضو الجمعية التشريعية نيو ساوث ويلز.